# Boiu, Bihor
Boiu este un sat în comuna Ciumeghiu din județul Bihor, Crișana, România.